# Discorso d'insediamento di John F. Kennedy

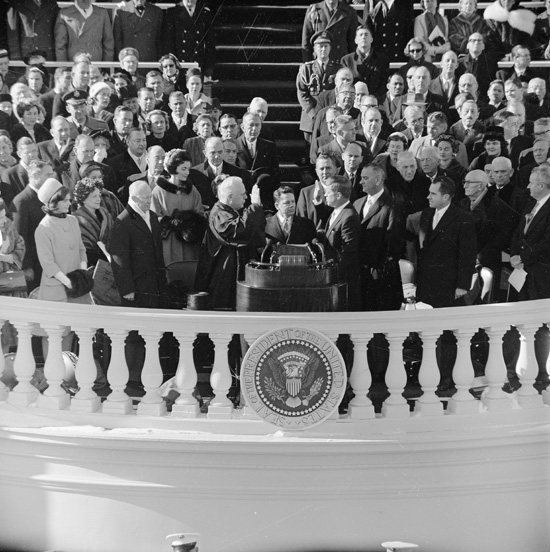
Insediamento del Presidente Kennedy

Il discorso d'insediamento di John Fitzgerald Kennedy fu pronunciato il 20 gennaio 1961 a Washington, subito dopo aver prestato giuramento come 35º presidente degli Stati Uniti.
Kennedy parlò del bisogno di tutti gli statunitensi di essere cittadini attivi, pronunciando la famosa frase: «Non chiedete cosa può fare il vostro paese per voi, chiedete cosa potete fare voi per il vostro paese».
Il sito American Rhetoric ha definito il discorso di Kennedy il secondo migliore discorso politico statunitense del XX secolo, dietro solo al celebre "I have a Dream" di Martin Luther King.

## Passaggi fondamentali
»
(John F. Kennedy)